# Tryptophan
Tryptophan (også Trp eller W) er en essentiel aminosyre. Den findes i to isomere former, en L- og en D-form, hvoraf kun den ene (L-formen) findes i pattedyr. D-formen findes af og til i naturlige materialer, f.eks. i det giftige peptid contryphan.
Tryptophan er startmolekyle i biosyntesen af serotonin (en neurotransmitter), melatonin (et neurohormon) og niacin. Tryptophans funktionelle gruppe er en indol.
Der sidder ofte tryptophanrester i membranproteiner tæt ved grænsefladen mellem membranens hydrofobe indre og det vandige omgivende miljø. Disse rester hjælper til med at forankre proteinerne i membranen. Tryptophans aromatiske ring er fluorescerende, hvilket ofte udnyttes i studier af proteiners foldning.
Tryptophan findes i store mængder i bananer, mælk, yoghurt, hytteost, rødt kød, fisk, fjerkræ, sesamfrø, solsikkekerner, græskarkerner og jordnødder.
I 1989 døde mindst 37 personer og flere end 1500 blev alvorligt syge i U.S.A. efter at have indtaget L-tryptophan som kosttilskud[kilde mangler]. Som følge heraf blev salg af L-tryptophan i en periode forbudt. Det blev aldrig helt opklaret, hvad forgiftningerne skyldtes, men den mest sandsynlige forklaring er, at producenten havde valgt en ny fremstillingsmetode med genetisk manipulerede bakterier, som forurenede produktet med et fremmed stof i små mængder[kilde mangler].